# 柳沢信尹
柳沢 信尹（やなぎさわ のぶただ）は、江戸時代前期から中期にかけての旗本。通称は助九郎、のち八郎右衛門、豊後守、備後守。官位は従五位下。

## 略歴
旗本山高信吉の次男。母は柳沢安忠の娘。柳沢吉次の養子。
宝永6年（1709年）、日本に密入国したイタリア人宣教師のシドッチが江戸・小石川の切支丹屋敷に収監されると、当時宗門改役を務めていた信尹は儒学者の新井白石らと共に彼の取調べを行った。
信尹の死後、長男の信孝が家督を継いだ。
なお、5代将軍徳川綱吉の元で側用人として活躍した柳沢吉保は、母方の叔父にあたる。

## 年表
※日付は旧暦
- 寛文4年（1664年）12月10日 - 養父・吉次の家督を継ぐ（300俵）。小普請入り。
- 延宝7年（1679年）2月3日 - 大番の番士となる。
- 元禄3年（1690年）9月25日 - 大番組頭となる。
- 元禄6年（1693年）12月18日 - 100俵加増される。
- 元禄13年（1700年）2月15日 - 船手頭となる。
- 元禄13年（1700年）12月22日 - 200俵加増される。
- 元禄14年（1701年）3月 - 蔵米を知行地に改められて、新たに武蔵国多摩郡上・下小山田村、都筑郡恩田村に600石を与えられる。
- 元禄16年（1703年）3月15日 - 目付となる。
- 宝永3年（1706年）12月15日 - 武蔵国多摩郡下柚木村[1]、相模国愛甲郡林村に200石を加増される（都合800石）。
- 宝永4年（1707年）12月1日 - 作事奉行となる。翌日、宗門改役を兼任する。
- 宝永5年（1708年）2月15日 - 江戸城吹上花畑（後の吹上御苑）の営築を命じられる。
- 宝永6年（1709年）11月22日 - 新井白石らと共にイタリア人宣教師シドッチの尋問を行う。
- 宝永7年（1710年）閏8月12日 - 徳川綱重霊廟の造営を命じられる。
- 正徳2年（1712年）11月25日 - 紅葉山・徳川家宣霊廟造営の「御作事司」に任じられる。
- 正徳4年（1714年）5月3日　- 仙波東照宮・世良田東照宮・三芳野神社の修理を命じられる。
- 正徳4年（1714年）6月2日　- 紅葉山・家宣霊廟の神位をうつす儀式に、霊廟造営の功をもって狩衣を着しての伺公を許される。
- 正徳5年（1715年）2月23日 - 宗門改役の任を解かれる。
- 享保4年（1719年）4月19日　- 鷹坊造営の功により褒詞を賜る。
- 享保4年（1719年） - 来日した朝鮮通信使の御用を務める。
- 享保6年（1721年）10月15日　- 寛永寺本坊の修理を命じられる。
- 享保9年（1724年）1月11日 - 槍奉行となる。
- 享保9年（1724年）7月15日 - 死去。享年66。宗参寺（実家・山高家の墓所）に葬られる。法名、信尹。

## 系譜
子女は7男9女
- 父：山高信吉
- 母：柳沢安忠の娘
- 養父：柳沢吉次（?-1664）
- 先室：横山刑部左衛門の娘
  - 長男：柳沢信孝（1691-1739）
- 後室：山高信澄の娘
- 生母不明の子女
  - 男子：酒井忠道 - 酒井忠成の養子
  - 女子：赤井盤公の養女
  - 女子：大久保忠香の養女
  - 女子：武田（川窪）信安の養女
  - 女子：柳沢信孝の養女
  - 女子：山高信蔵室 - のち植村泰郡室
  - 女子：神保定興室

## 関連する史跡

### 寺院
- 徳恩寺 - 元禄14年（1701年）に、信尹が駕籠などを寄進した寺院。神奈川県横浜市青葉区恩田町（当時は知行地の恩田村）に現存。真言宗[2]。
- 泉蔵寺 - 正徳5年（1715年）に、信尹が知行地の下小山田村（現在の東京都町田市下小山田町）に建立した寺院。現存。曹洞宗。

### 文化財
- 柳沢信尹朝臣娘奉納絵馬 - 山梨県北杜市指定有形民俗文化財[3]。享保6年（1721年）に信尹の娘が幸燈神社（現在の北杜市武川町山高に存在する）に奉納した絵馬。狩野洞春（諱は義信、福信）作。